# Henrik Pomorac
Henrik Pomorac (portugalski: Infante de Sagres ou Navegador ili Infante Dom Henrique) (Porto, 4. ožujka 1394. – Vila do Infante, pored Sagresa, 13. studenog 1460.) Henrik je bio treći sin portugalskog kralja Ivana I., osnivača dinastije Aziz sa službenim titulama Infante de Portugal (Portugalski princ), Duque de Viseu (vojvoda od Visea) i Senhor da Covilhã (gospodar Covilhe). 
Henrik je pokrenuo eru velikih portugalskih pomorskih otkrića, osobno je sudjelovao u brojnim pomorskim ekspedicijama i gradnji novih i bržih brodova. Pod njegovim rukovodstvom Portugalci su počeli ploviti sve više na jug prema Africi i nepoznatim zemljama. Tako su otkrili i kolonizirali arhipelage Madeiru (1419.), Azore (1427.) i Zelenortske otoke (1456.) i doplovili do Rta Bajador. Henrik je bio opčinjen Afrikom i legendom o Prezbiteru Ivanu i o njegovom kršćanskom kraljevstvu u paganskom okruženju. Henrika se danas drži za inicijatora epohe velikih geografskih otkrića i portugalske škole kartografije i pomorske navigacije.

## Životopis

### Mladost
Henrik Pomorac je rođen kao treće dijete Ivana I. i njegove žene Philippe Lancasterske, sestre engleskog kralja Henrika IV. 
Kad je Henriku bilo 21 godina, njegov otac i braća zauzeli su maursku luku Ceutu 1415., koja je dugo vremena bila baza berberskih pirata, i trn u oku portugalaca, jer su iz nje polazili brojni napadi na naselja uz portugalsku obalu, koja su plijenili i rušili, a zatečeno lokalno stanovništvo odvodili i prodavali kao roblje po sahelskoj Africi. 
Nakon zauzeća Ceute otac mu je dodijelio titulu Vojvode od Visea (kraj oko Coimbre) 1415.
Henrik je bio opčinjen mitskom i neistraženom Afrikom, osobito ga je privlačila legenda koja se tad širila po Mediteranu o izgubljenom kraljevstvu Prezbitera Ivana, kao i priče o velikom afričkom bogatsvu u zlatu, slonovači i robovima, a slutio je da se uz obale Afrike može zaobići nesavladiva Sahara i doći do krajeva gdje nema neprijateljskih islamskih Maura pa možda tako doći i do Azije, i njezinih mirodija na kojima su Venecijanci zarađivali prava bogatsva. Afrika i njena obala, postale su vremenom ponovno potpuna nepoznanica za Evropljane. Venecijanske galije koje su tad bile najbolji brodovi za plovidbu po Mediteranu, bile su preteške i prespore za jedrenje po Atlanskom oceanu, zbog tog su po njegovim uputstvima izgrađeni novi, mnogo lakši brodovi karavele koji su omogućavale kapetanima da plove puno brže i dalje, a zbog malog gaza sidre u vrlo malim uvalama, kad im zatreba, ali su isto tako (ako im je to trebalo) mogli ploviti po rijekama. Henrikov interes za geografiju i putovanja, potaknuo je i njegov stariji brat princ Pedro, on je 1425. proputovao dobar dio tadašnje Europe; posjetivši Englesku, Flandriju, Njemačku, Ugarsku, i kneževine Moldaviju i Vlašku, a vratio se preko Italije, Aragona i Kastilje - 1428. Iz Italije mu je donio knjigu Marka Pola o njegovim putovanjima, koja je osobito zaintrigirala Henrika.

### Gubernarijat
Kad je dovoljno sazrio, otac mu je dodijelio 1419., najužniju portugalsku pokrajinu Algarve na upravljanje, a 25. svibnja 1420. i titulu guvernera vrlo bogatog Kristovog reda, portugalskih nasljednika starijeg viteškog templarskog reda. Taj položaj zadržao je cijeli svoj život, iako baš nije bio bog zna kakav vjernik (imao je kao mladić vanbračnu kćer) taj red bio mu je glavni izvor sredstava iz kojih je financirao svoje projekte vezane uz nauku o plovidbi. Pored tog Henrik je imao i druge izvore prihoda, prije svega kao guverner Algarvea gdje je imao prava na neke monopole. Kad mu je umro otac a na tron stupio najstariji brat Duarte I., on mu je dodijelio pravo da zadrži kraljevski porez od svih zarada na trgovini u novim područjima koja otkrije, također je stekao i pravo da sam odabire i rukovodi ekspedicijama iza Rta Bajador. Pored toga, Henrik je podsticao kolonizaciju Azora za vrijeme dok mu je brat Pedro bio regent (1439. – 1448.)

## Sponzor istraživanja
Henrik je u Algarveu ponovo naselio Terçanabal na poluotoku Sagres (kasnije Vila do Infante, po njemu) koje je bilo na idealnoj strateškoj poziciji za pomorske poduhvate i plovidbu prema Africi. Nekad se vjerovalo da je Henrik tu organizirao pravu nautičku akademiju, ali današnji povjesničari smatraju da je to zabluda. On je izgleda zaposlio neke kartografa da mu iscrtaju obale Mauritanije nakon plovidbe do tamo, ali to je bilo sve - u svakom slučaju to nije bio nikakva akademija u današnjem smislu te riječi.
Henrik se ubrzo počeo baviti trgovinom robova, ispočetka je otkupljivao svoje porobljene zemljake - što je kao čovjek svog vremena držao svojom svetom kršćanskom dužnošću. Kasnije se počeo baviti prodajom crnih robova u obližnjem gradu Lagos, koji je u to doba bio poznat po tome. Henrik nije pri tome imao nikakvih moralnih dilema, jer je u skladu s tadašnjim moralom mislio da je potpuno opravdano porobiti osobe druge vjere. 
Henrik je bio potpuni čovjek svoga vremena kojeg je prije svega zanimala zarada - svako njegovo putovanje (ili ono koje je on financirao) moralo je donijeti zaradu - a robovi su u to vrijeme bili najbolja roba, koja se mogla kupiti (za male novce u Africi). Na taj način doveženo je mnoštvo afričkih robova u Lagos, gdje su prodavani uz veliki profit. Njegove ekspedicije na svoje misije plovile su uglavnom karavelama (2 – 3 broda), i to uz obalu, a na kopno bi izlazili zbog sigurnosti jedino noću, kad su vezali brod uz obalu.

## Vlastita istraživanja
Sve do Henrikovih pomorskih istraživanja, Rt Bojador je bio najjužnija točka poznata Evropljanima, istina je da su Kartažani 2000 godina ranije poznavali i južnije krajeve, ali to je palo u zaborav. Portugalci su 1420. ponovo otkrili otočje Madeiru, i na njegov poticaj kolonizirali ga 1430. Jedan od Henrikovih kormilara Gonçalo Velho otkrio je 1427. Azorsko otočje koje je Portugal kolonizirao - 1430. Gil Eanes zapovjednik, jedne od Henrikovih ekspedicija, prvi put je 1434. prešao južno od rta Bojador, to je bio veliki podhvat jer se za taj rt mislilo da je blizu kraja svijeta, a morske struje oko njega nisu omogućavale sigurnu plovidbu.
Henrik je osobno bio skroman (po opisu njegova životopisca Joãoa de Barrosa), ali za javne stvari nije žalio novaca i bio je veliki donator, 1431. poklonio je zgrade za Estudo General iz kojeg je kasnije izrastao sveučilište u Lisabonu. Koristeći novi tip brodova,  ekspedicije su svake godine plovile sve dalje i dalje, 1441. doplovili su do Bijelog rta na Poluotoku Ras Nouadhibou). Do otoka Arguin u istoimenom zaljevu doplovili su 1443. a već 1448. sagradili su na njemu važnu utvrdu. Dinis Dias doplovio je do ušća rijeke Senegal 1445., a godinu dana njegov kapetan Nuño Tristão, doplovio je do rijeke Gambije.
Robovi i zlato iz Afrike počeli su sve češće stizati u Portugal, zahvaljujući Henrikovim naporima, tako da je Portugal 1452. iskovao svoje prve zlatnike "cruzado". Od 1444. do 1446. iz luke Lagosa je za Henrika isplovilo oko četrdeset brodova. Od 1452. Henrik se sve više bavio trgovinom šećara s Madeire, i uhodanom trgovinom robljem, tako da ga više nisu interesirala otkrića. Posljednje dvije ekspedicije koje je organizirao Henrik bila je s venecijanskim kapetanom i trgovcom robljem Alvisem Cadamostom i Portugalcem Diogom Gomesom. Oni su poduzeli trgovačko-istraživalačke ekspedicije duž atlantske obale Afrike, i doplovili do Zelenog rta između 1455. i 1456. Na svom drugom putovanju u iste krajeve, Cadamosto je otkrio Zelenortske otoke (António de Noli je kasnije tvrdio da je on bio prvi). Do 1462. Portugalci su istražili obalu Afrike do današnje države Sijera Leone. Dvadeset osam godina kasnije Bartolomeu Dias doplovio je do rta dobre nade - najjužnije točke Afrike i tako dokazao da se Afrika može oploviti. Vasco da Gama nakon toga 1498. doplovio je do Indije.

## Vanjske poveznice
- Henry the Navigator s portala Encyclopædia Britannica (engl.)